# Podomyrma minor
Podomyrma minor é uma espécie de formiga do gênero Podomyrma, pertencente à subfamília Myrmicinae.